# شهرستان پاوشیک (آیووا)
شهرستان پاوشیک، آیووا (به انگلیسی: Poweshiek County, Iowa) شهرستانی در ایالات متحده آمریکا است که در آیووا واقع شده‌است.

## خصوصیات
شهرستان پاوشیک ۱٬۵۱۷٫۷۴ کیلومترمربع مساحت دارد.